# Седам светских чуда новог света
Нових седам светских чуда (енгл. New Seven Wonders of the World) или Седам светских чуда новог света је међународно такмичење одржано 2007. године на иницијативу Бернарда Вебера, оснивача „Нове отворене светске корпорације“ (енгл. New Open World Corporation (NOWC)), која је уједно и организовала овај догађај. УНЕСКО се одмах оградио од овог такмичења.
На овом такмичењу могле су да учествују грађевине настале од почетка света и завршене до 2000. године, уз услов да и данас постоје и да су у у очуваном стању. Свако ко је желео, могао је да гласа путем телефона, имејла или СМС поруке, или преко веб-сајтa организатора овог догађаја. Практично је било могуће да једна те иста особа гласа неограничен број пута. Једини услов је био да сваки пут гласа са друге имејл-адресе или да пошаље СМС са другог мобилног телефона.

## Победнице такмичења — Седам светских чуда новог света
Проглашење победника се одржало у Португалу, у Лисабону, 7. јула, 2007. године (07.07.07.). Ред по ком су победници били објављивани је, према организаторима, насумичан, и нема везе са бројем гласова које је свако од њих добио.
- Кинески зид, Кина Google Earth[мртва веза]
- Древни град Петра, Јордан. Google Earth[мртва веза]
- Христ Спаситељ, Рио де Жанеиро, Бразил. Google Earth[мртва веза]
- Мачу Пикчу, Куско, Перу. Google Earth[мртва веза]
- Чичен Ица (Јукатан, Мексико).
- Колосеум, Рим, Италија. Google Earth[мртва веза]
- Таџ Махал, Агра, Индија. Google Earth[мртва веза]

## Критике
- УНЕСКО је изјавила да је донела одлуку да не подржи ову кампању зато што сматра да се ради о медијској кампањи и у личну Веберову корист. Такође је додала да сентиментална вредност није довољна за један споменик да би био укључен на листу чуда. УНЕСКО такође тврди да гласање није универзално, с обзиром да је онемогућено милионима оних који немају приступ интернету и да је листа кандидата направљена према критеријумима који немају ни образовни ни научни карактер[2]
- Неки мисле да је једини циљ овог пројекта профит, (с обзиром да се, на пример, гласање путем телефона плаћало) иако Бернар Вебер тврди да је сва добит (ако је има) од овог пројекта намењена рестаурацији споменика.
- Још једна критика коју познаваоци уметности упућују овом такмичењу је и чињеница да се седам чуда бира гласањем, када се уметничка вредност не мери гласањем, поготову не гласањем особа које немају потребна знања из уметности.
- Други, опет, као директор Чичен Ице, мисле да овај тип иницијатива подстиче компетитивност и дискриминацију[3]
- Неке особе у Египту мисле да Пирамиде у Гизи не треба да се такмиче са, на пример, модерним грађевинама као што је Сиднејска опера, а неки су чак окарактерисали пројекат као „апсурдан“ и као обичну промоцију Бернара Вебера[4][5]
- Многи су се придружили критикама које је упутио УНЕСКО а у вези са тим што многи нису могли да гласају због тога што немају приступ интернету, или немају телефон, или немају новац да би платили да гласају[6]. Томе се додаје сумњива чињеница да једна особа може да гласа више пута.

## Осталих 14 финалиста
| - Акропољ, Атина, Грчка. Google Earth - Аламбра, Гранада, Шпанија. Google Earth - Ангкор, Камбоџа. Google Earth - Нојшванштајн, Баварска, Немачка. Google Earth - Кип слободе, Њујорк, САД. Google Earth - Кијомицу-дера, Кјото, Јапан - Ускршња острва, Чиле. Google Earth - Сиднејска опера, Сиднеј, Аустралија. Google Earth - Пирамиде у Гизи, Египат. Пирамиде су добиле почасно место, као једино од старих Седам светских чуда које још увек постоји. Египат је захтевао да се повуче из кандидатуре, што је и учињено. - Црква св. Василија, Кремљ, Москва, Русија. Google Earth - Света Софија, Истанбул, Турска. Google Earth - Стоунхенџ, Уједињено Краљевство. Google Earth - Тимбукту, Мали. Google Earth - Ајфелова кула, Париз, Француска. Google Earth |
| Остали такмичари: Ахенска катедрала (Немачка), Саграда Фамилија (Шпанија), Версај (Француска), Торањ у Пизи (Italia), Теотиуакан (Мексико), Џамија у Кордоби (Шпанија), Дуждева палата у Венецији (Италија), Плава џамија (Турска), Палата Потала (Тибет), Емпајер Стејт Билдинг (САД), Голден гејт (САД) |